# شهرستان اورنج (کالیفرنیا)
شهرستان اورنج یا اورنج کانتی (به انگلیسی: Orange County) نام یک شهرستان در ایالت کالیفرنیا در آمریکا است.

## جغرافیا

### مناطق اورنج کاونتی

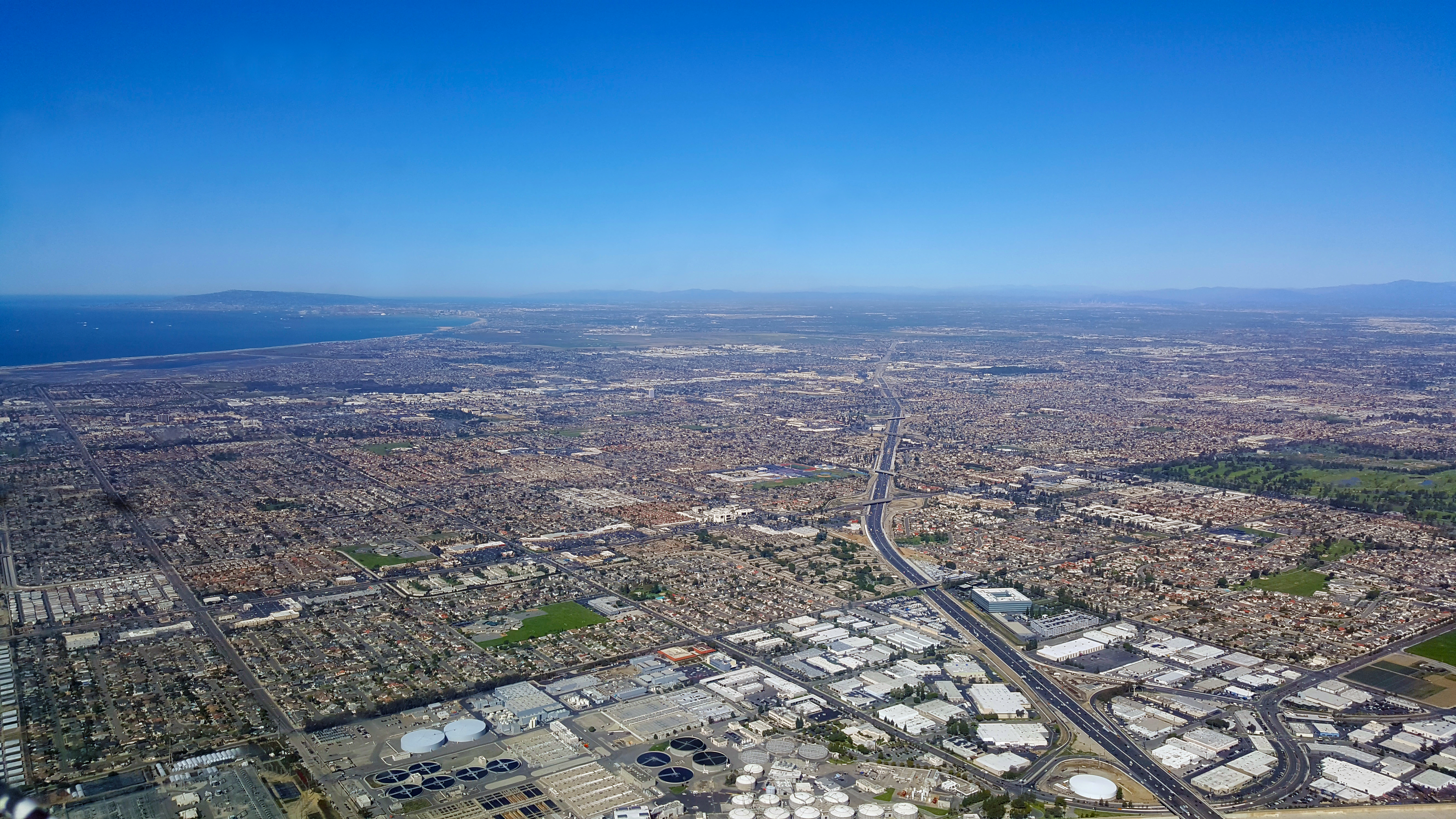
هانتینگتن بیچ و فاونتن ولی از بالای کوستا مسا

شهرستان اورنج گاهی به مناطق شمالی و جنوبی تقسیم می‌شود. جنوب و شمال اورنج کانتی تمایزهای قابل توجه سیاسی، جمعیت شناسانه، اقتصادی و فرهنگی دارند. رایج است که آزادراه کوستا مسا به عنوان خط جداکننده این دو منطقه لحاظ شود.
شمال اورنج کاونتی شامل اناهایم، فولرتون، کالیفرنیا و سانتا آنا، کالیفرنیا، اولین بخش توسعه یافته این شهرستانند و از نظر فرهنگی به شهرستان مجاور لس آنجلس نزدیکند. این منطقه هیسپنیک تر (بیشتر مکزیکی) و آسیایی تر (غالباً ویتنامی و کره ای) است، تراکم جمعیتش بیشتر است (سانتا آنا پنجمین شهر با تراکم جمعیت بالا در ایالات متحده با جمعیت بالای ۲۰۰٬۰۰۰ نفر است)، جوانتر، کمتر ثروتمند و با بیکاری بیشتر است. مستاجران بیشتر، خانه داران کمتر و دمکرات‌های بیشتری از جمهوریخواهان دارد. استثناهای قابل ذکر نسبت به این روندهای کلی مناطق بسیار جمهوریخواه یوربا لیندا، کالیفرنیا و مناطق ثروتمند اناهیم هیلز، اناهیم، کالیفرنیا و ویلا پارک، کالیفرنیا هستند. شمال اورنج کاونتی غالباً هموار است و در شمال شرقی به کوه‌های سانتا آنا منتهی می‌شود.
جنوب اورنج کاونتی مسکونی‌تر، ثروتمندتر و جمهوریخواه‌تر، از نظر نژادی کم‌تنوع تر، و تازه توسعه یافته‌تر است. ارواین، بزرگ‌ترین شهر منطقه، که از مراکز عمده اشتغال است و آسیاییان بزرگ‌ترین گروه نژادیش را تشکیل می‌دهند (گرچه روند جمعیت آسیایی ارواین بیشتر آسیایی شرقی است تا آسیایی جنوب شرقی) از لحاظ برخی از این روندها مستثنی است. جنوب اورنج کاونتی تقریباً همیشه ارواین، نیوپورت بیچ، کالیفرنیا، و شهرهای جنوب شرقیش از جمله لاگونا بیچ، کالیفرنیا، میشن ویجو، کالیفرنیا، و سان کلمنت، کالیفرنیا را در بر می‌گیرد. کوستا مسا گاهی در جنوب شهرستان طبقه‌بندی می‌شود، گرچه بیشترش در غرب آزادراه کوستا مسا قرار دارد.
دیگر منطقه اورنج کاونتی ساحل اورنج است که شش شهر در کنار اقیانوس آرام را در بر می‌گیرد. این شهرها از شمال غربی به جنوب شرقی اینها هستند: سیل بیچ، هانتینگتون بیچ، کالیفرنیا، نیوپورت بیچ، کالیفرنیا، لاگونا بیچ، کالیفرنیا، دانا پوینت، کالیفرنیا و سان کلمنت، کالیفرنیا.

## جمعیت‌شناسی

### ۲۰۱۸
| جمعیت کل                               | ۳٬۱۸۵٬۹۶۸ | ۳٬۱۸۵٬۹۶۸ |
| سفید                                   |           | ۷۱٫۵٪     |
| سفیدهای غیرهیسپنیک                     |           | ۴۰٫۱٪     |
| سیاه یا آفریقایی آمریکایی              |           | ۲٫۱٪      |
| سرخپوست یا اسکیمو                      |           | ۱٫۰٪      |
| آسیایی                                 |           | ۲۱٫۴٪     |
| بومیان هاوایی یا جزایر اقیانوس آرام    |           | ۰٫۴٪      |
| هیسپنیک یا لاتین (از هر نژاد)          |           | ۳۴٫۲٪     |
| درآمد سرانه ۲۰۱۳–۷ به دلار 2018        | $۳۷٬۶۰۳   | $۳۷٬۶۰۳   |
| میانه درآمد خانوار ۲۰۱۳–۷ به دلار 2018 | $۸۱٬۸۵۱   | $۸۱٬۸۵۱   |

## دولت
مرکز شهرستان اورنج سانتا آنا، کالیفرنیا است. اقتدار تقنینی و اجرایی به هیئت پنج نفره ناظران شهرستان اورنج محول شده‌است. هر ناظر با رای مردم از طرف هر یک از حوزه‌های منطقه‌ای انتخاب شده و به همراه دیگر ناظران بر فعالیت‌های سازمان‌ها و ادارات شهرستان نظارت کرده و در خصوص توسعه، بهبود خدمات شهرستان سیاست گذاری می‌کند.

### سیاست
شهرستان اورنج از دیرباز به عنوان یکی از پایگاه‌های حزب جمهوری‌خواه (ایالات متحده آمریکا) شناخته شده‌است و به‌طور پیوسته نمایندگان جمهوریخواه به مجالس ایالتی و فدرال اعزام کرده‌است. کسب اکثریت در شهرستان اورنج به نامزدهای جمهوریخواهان کمک کرد آرای الکتورال کالیفرنیا مجمع گزینندگان را نوسط ریچارد نیکسون (۱۹۶۰, ۱۹۶۸ و ۱۹۷۲), جرالد فورد (۱۹۷۶), رونالد ریگان (۱۹۸۰, ۱۹۸۴), و جرج هربرت واکر بوش (۱۹۸۸) به دست آورند. شهرستان اورنج از سال ۱۹۳۶ که به فرانکلین دلانو روزولت رای داد به هیچ نامزد دمکراتی برای ریاست جمهوری رای نداده‌است.
گرچه دمکرات‌ها از میانهٔ دههٔ ۱۹۸۰ در منتهی‌الیه شمالی شهرستان نفوذ کرده و پیشرفت‌هایی داشته‌اند، سیاست شهرستان اورنج هنوز در سیطره جمهوریخواهان است. چهار نفر از هفت نمایندهٔ شهرستان در مجلس نمایندگان ایالات متحده آمریکا، چهار نفر از پنج نمایندهٔ آن در سنای ایالتی، و پنج نفر از هفت نمایندهٔ آن در مجمع ایالتی جمهوریخواهند.

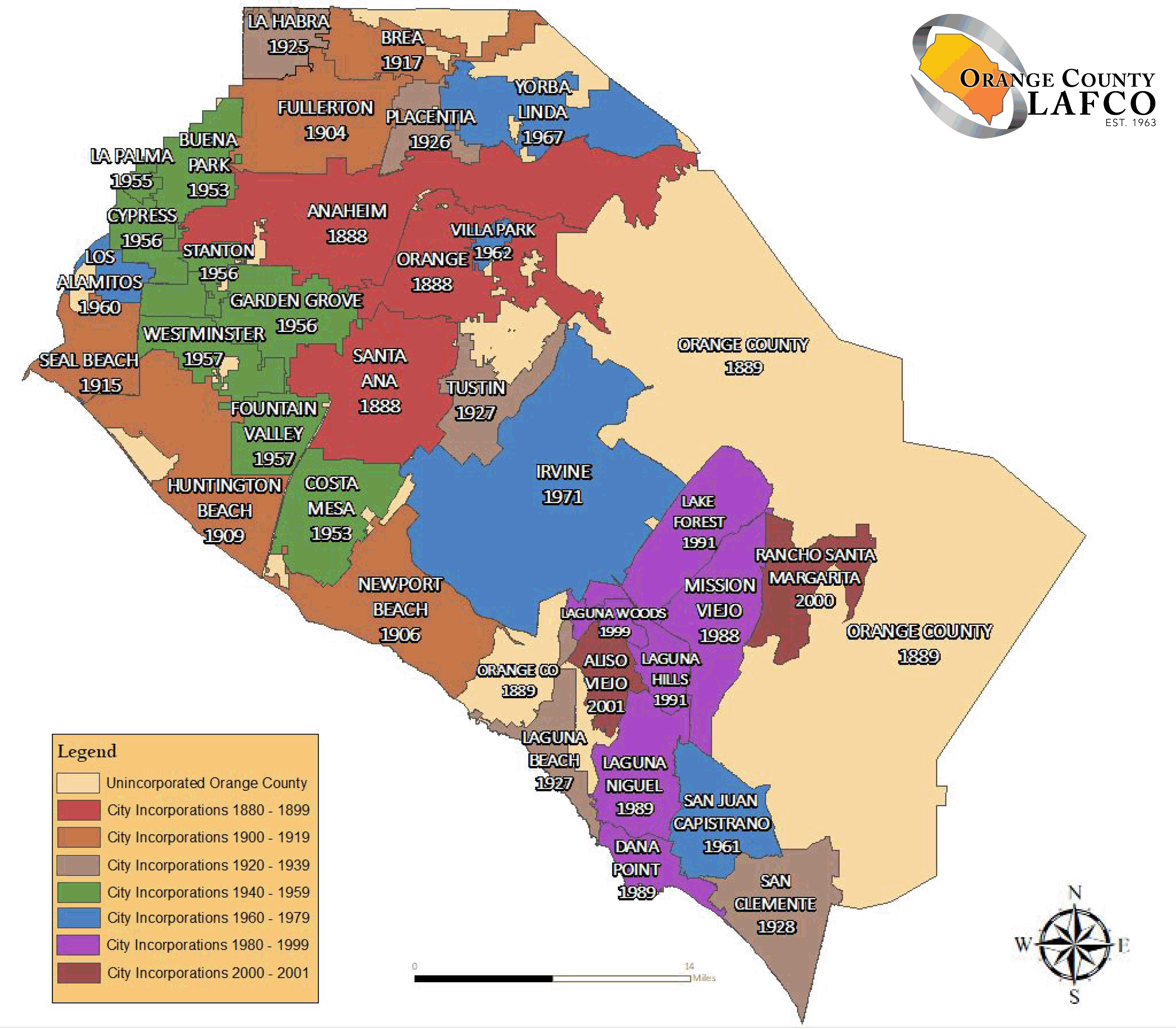

در مجلس نمایندگان ایالات متحده آمریکا، شهرستان اورنج بین ۷ حوزهٔ انتخابیه تقسیم شده‌است.